# پیروزی (فیلم ۲۰۱۱)
پیروزی (به فرانسوی: La Conquête) یک فیلم زندگینامه‌ای فرانسوی به کارگردانی گزاویه دوراژه که در ۱۸ مه ۲۰۱۱ برای اولین بار در جشنواره فیلم کن به نمایش درآمد. این فیلم در مورد نیکولا سارکوزی و قدرتش پس از انتصاب در پست وزیر کشور در سال ۲۰۰۲ و رسیدنش به ریاست جمهوری فرانسه در سال ۲۰۰۷ است. در واقع این فیلم بیننده را به دنیای سیاست می‌برد تا شاید رمز و رازش؛ تعهدات، استراتژی، خیانت، دوستی و گاهی عشق را در این دنیای پیچیده نشان دهد.

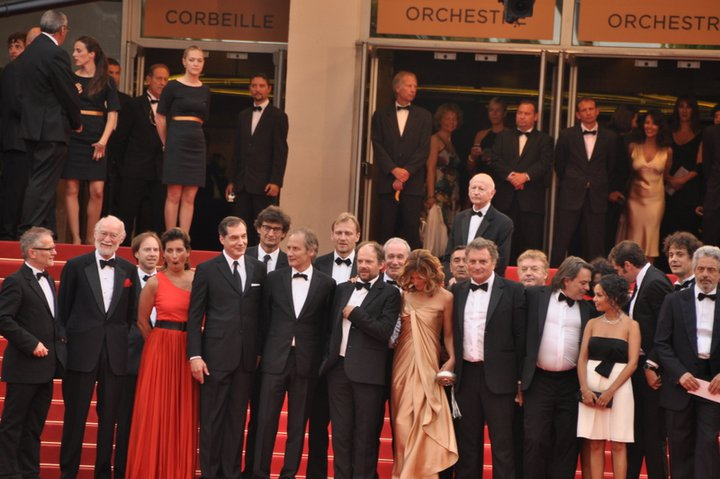
عوامل فیلم روی فرش قرمز جشنواره فیلم کن ۲۰۱۱

## خلاصه داستان
در ۶ مه ۲۰۰۷  نیکولا سارکوزی بین دو تماس تلفنی از همسرش، سیسیلیا به یاد پنج‌سال گذشته می‌افتد و آن را مرور می‌کند. در سال ۲۰۰۲ و با انتصابش در پست وزارت کشور توسط
ژاک شیراک در دولت ژان پیر رافارن به خط مقدم دنیای سیاست وارد می‌شود. به تدریج نامش بر سرزبان‌ها می‌افتد و تصمیم می‌گیرد تا خود را برای ریاست جمهوری آماده کند تا پس ازژاک شیراک، جایش را در کاخ الیزه بگیرد. اما او مجبور به مواجهه با چالش‌هایی چون رقابت با وزیر امور خارجه دومینیک دو ویلپن یا عاشقانه مخفی‌اش با سیسیلیا یا تبلیغات ریچار آتیاس و از همه سخت‌تر روزنامه‌نگار سمجی چون آن فولدا شود.

## فروش
پنج روز پس از انتشارفیلم در فرانسه ۲۲۰هزار نفر در ۲۸۱ سینما به تماشای آن نشستند. در 9، تماشاگران این فیلم به بیش از ۵۶۱هزارنفر رسید رقمی که با توجه به تبلیغات این فیلم چشم‌گیر نبود.
تعداد کل پذیرش در فرانسه : ۷۱۸٫۶۴۱ نفر.

## نامزدها و جوایز
- نامزد برای سزار بهترین بازیگر نقش اول مرد سال ۲۰۱۲ برای دنیس پودالیده
- نامزد برای سزار بهترین بازیگر نقش دوم ۲۰۱۲ برای برنار لو کوک.